# 三好氏
三好氏是日本的一個氏族，本姓源氏。三好氏為信濃源氏的一族，鐮倉時代阿波守護小笠原氏的支流。
三好氏在室町時代擔任阿波守護代。戰國時代領有阿波等四國東部，以及畿內一帶，成為一大勢力的戰國大名。